# Sommarängsfly
Sommarängsfly (Apamea crenata) är en fjärilsart som beskrevs av Hüfnagel 1766. Sommarängsfly ingår i släktet Apamea och familjen nattflyn. Arten är reproducerande i Sverige. Inga underarter finns listade i Catalogue of Life.

## Bildgalleri

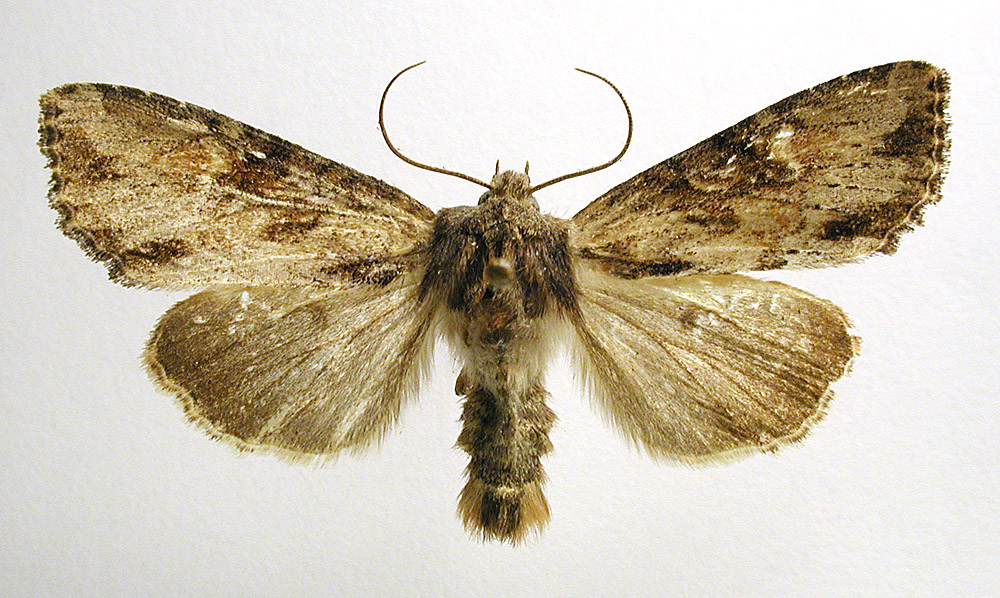